# 漁業調整委員会
漁業調整委員会（ぎょぎょうちょうせいいいんかい）は、漁業に関する事項の処理にあたる委員会である。国及び都道府県に置く。
漁業調整委員会には、海区漁業調整委員会、連合海区漁業調整委員会、広域漁業調整委員会、の3種類がある（漁業法第134条）。このうち海区漁業調整委員会については、内水面漁場管理委員会とともに、漁業法その他の漁業関連法の定めるところにより、漁業調整のために必要な指示その他の事務を行う（地方自治法第202条の2第5項）。

## 概要
漁業調整委員会は、漁業法第1条にいう「漁業者および漁業従事者を主体とする漁業調整機構」のことであり、漁業法の目的は、この漁業調整委員会の運用によって「水面を総合的に利用し、漁業生産力を発展させ、あわせて民主化を図ること」と規定している。こうした漁業調整委員会の運用は、一連の戦後改革における漁業の民主化として導入されたものであり、戦後の漁業制度の大きな特徴となっている。
漁業調整委員会は、都道府県知事への諮問機関、建議機関として機能するとともに、委員会みずからが各種の裁定・指示・認定をおこなう決定機関として、以下のような漁業に関する広範で強力な権限、機能を与えられている。
1. 諮問事項 : 都道府県知事が漁業調整委員会に諮問する事項として、漁場計画の作成（漁業法第11条第1項）、漁業権の免許（漁業法第12条）、その他、漁業権に関する一切の行政庁の処分については、かならず漁業調整委員会の意見を聴いてから、おこなわれなければならない。
2. 建議事項 : 漁業調整委員会が都道府県知事に建議する事項として、漁場計画の樹立（漁業法第11条第3項）、免許後の漁業権に制限・条件をつけること（漁業法第34条第3項）、委員会の指示にしたがわない者に対して知事が命令を出すこと（漁業法第67条第4項）などがある。漁業調整委員会が積極的に、都道府県知事がなすべき旨を建議するものである。
3. 決定事項 : 漁業調整委員会みずからが決定できる事項として、入漁権をめぐる紛争で当事者同士の協議がまとまらない場合（漁業法第45条第7項）などの裁定、漁業者に対する水産動植物の採捕の制限・禁止（同67条1項）などの指示、漁業権の適格性の事項に関する認定（漁業法第14条第1項及び第2項）が法定されている。

これ以外にも、漁業調整委員会は、必要があると認められるときは、漁業者、漁業従事者その他関係者に対し、その出頭を求め、若しくは必要な報告を徴し、又は委員若しくは委員会の事務に従事する者をして、漁場、船舶、事業場若しくは事務所について所要の調査をさせることができる（漁業法第116条1項及び第2項）。

## 海区漁業調整委員会

### 海区
海区は、農林水産大臣が告示する、海面上の区割りのことである（漁業法第84条第1項）。全国に66海区ある。各県に1海区が基本であるが、特殊な立地条件にある水面については特別な海区指定がなされており、北海道に10海区、長崎県に4海区、福岡県・鹿児島県に3海区、青森県・茨城県・新潟県・兵庫県・島根県・山口県・佐賀県・熊本県に2海区、その他の府県にそれぞれ1海区ある。
また、66海区のうち、漁業者数が少ない海区の場合は、下記の海区漁業調整委員会の委員数を少なくしている（以下では、このような小さな海区のことを便宜上特殊海区と表記する）。このような特殊海区は以下のとおり。霞ヶ浦北浦、
佐渡、大阪、但馬、琵琶湖、隠岐、福岡県豊前、筑前、福岡県有明、佐賀県有明、五島、対馬、熊本県有明、熊毛、奄美大島。以上、合計17海区。

### 構成
海区漁業調整委員会は15人の海区委員で構成される。この中から互選によって会長を選ぶ（漁業法第85条）。海区委員の任期は4年である（漁業法第9条）。また、都道府県知事は、専門の事項を調査審議させるために必要があると認めるときは、委員会に専門委員を置くことができる（漁業法第85条第4項及び第5項）。
知事選任委員6人は、都道府県知事が4人の学識経験委員と2人の公益代表委員を選任する。学識経験委員は、水産の学識を有し、その科学性を反映できる人物であることが期待される。また、公益代表委員とは、漁業とそれ以外の一般公益の調整を図りうる人物を選任することが期待される。
なお、漁業者数が少ない小規模な特殊海区については、海区委員10人で、その内訳は公選委員6人、知事選任委員4人（学識経験委員3人、公益代表委員1人）となっている。

## 連合海区漁業調整委員会
連合海区漁業調整委員会は、特定の目的のために、2つ以上の海区にわたる問題を処理するために、必要に応じて設置される（漁業法第105条）。設置された海区を管轄する都道府県知事の監督に属する（漁業法第82条第2項）。一つの海区単独で処理できない、処理してはならない事項について、複数の海区漁業調整委員会が共同して処理に当たるものである。
連合海区漁業調整委員会の設置は、以下の3つの場合がある。
1. 知事による設置（漁業法第105条第1項）
2. 海区漁業調整委員会による設置（漁業法第105条第4項）
3. 国（農林水産大臣）の勧告によって知事がおこなう設置（第105条第2項）

この委員会の定数は、設置した者が定める（漁業法第106条第3項）。ただし、海区間の公平が保たれるよう、たとえば、2つの海区からなる連合海区漁業調整委員会の定数を10人とした場合、2海区からそれぞれ5人の委員（海区代表委員）を選出する。この海区代表委員のほかに、知事が選任する学識経験委員を置くことができる（漁業法第106条第4項）。

## 広域漁業調整委員会
広域漁業調整委員会は、都道府県の区域を越えた広域的な問題を処理するために、全国を太平洋、日本海・九州西、瀬戸内海の3ブロックに分けて、設置される（漁業法第152条）。農林水産大臣の監督に属する（漁業法第134条第2項）。水産庁の特別の機関である（農林水産省設置法第33条）。
3つの広域漁業調整委員会はそれぞれ、関係海区より各都道府県ごとに1名ずつ互選で選出される委員と、農林水産大臣が選任する学識経験委員（3人）から構成される。また、太平洋広域漁業調整委員会と日本海・九州西広域漁業調整委員会はそれに加えて、海区の単位を超えて漁業をおこなう者を関係漁業者代表として、農林水産大臣が選任する（漁業法第153条）。以下、各広域漁業調整委員会の構成は以下のとおり。
1. 太平洋広域漁業調整委員会（28人）- 関係海区・都道県の互選委員18人、関係漁業者代表委員7人、学識経験委員3人。
2. 日本海・九州西広域漁業調整委員会（29人）- 関係海区・道府県の互選委員19人、関係漁業者代表委員7人、学識経験委員3人。
3. 瀬戸内海広域漁業調整委員会（14人）- 関係海区・府県の互選委員11人、学識経験委員3人。